# Chelonus caboverdensis
Chelonus caboverdensis är en stekelart som beskrevs av Karl-Johan Hedqvist 1965. Chelonus caboverdensis ingår i släktet Chelonus och familjen bracksteklar. Inga underarter finns listade i Catalogue of Life.